# Mississippi Valley Airlines
Mississippi Valley Airlines war eine regionale Fluggesellschaft in den Vereinigten Staaten. Sie wurde 1968 gegründet und operierte im Mittleren Westen. Ihre Heimatbasis war der Quad City Airport. Im Jahr 1985 fusionierte sie mit der Air Wisconsin.